# Alexander Becht
Alexander Becht (Marburg, Hessen, 8 de janeiro de 1986) é um ator alemão, mais conhecido por seu papel como Ernst Stolten em Die Brücke e por seu papel como Lenny Coster na popular série Gute Zeiten, schlechte Zeiten.

## Biografia
Becht nasceu em Marburg, na Alemanha. Depois que terminou o ensino médio, Alexander Becht se tornou ator. Teve sua estréia em uma refilmagem do filme de guerra Die Brücke no papel de Ernst Stolten, um garoto que veio de uma Napola para combater os Aliados na Segunda Guerra Mundial.
No verão de 2007, Becht foi escalado para o papel de Lenny Coster em Gute Zeiten, schlechte Zeiten, série que aborta diversos temas, incluindo abuso, violência e homossexualidade.
Atualmente vive em Potsdam.

## Filmografia
- 2008 Die Brücke - Ernst Stolten
- 2007-2010 Gute Zeiten, schlechte Zeiten – Lenny Cöster